# Pita bigotuda
La pita bigotuda  (Erythropitta kochi) és una espècie d'ocell de la família dels pítids (Pittidae) que habita els boscos de Luzon, a les Filipines.